# Arrow River
Der Arrow River (Sprache der Māori: Haehaenui) ist ein Fluss im Queenstown-Lakes District der Region Otago auf der Südinsel von Neuseeland.

## Geographie
Der Arrow River, dessen Quelle sich auf einer Höhe von ca. 1900 m befindet, entspringt an der Ostseite der Harris Mountains und rund 300 m südlich des 2030 m hohen Mount Motatapu. Von dort aus bewegt sich der Fluss bevorzugt in südliche und südsüdöstliche Richtung, bis er nach dem Zusammentreffen mit dem von Nordosten kommenden Soho Creek nach ca. 28 Flusskilometer nach Südwesten abknickt. Bei der kleinen Stadt Arrowtown umschließt der Fluss nach ca. 33,5 Flusskilometer den Ort an seiner nördlichen und östlichen Seite und fließt anschließend weiter nach Süden, bis er nach insgesamt ?00 Flusskilometer als linker Nebenfluss in den Kawarau River mündet.